# Pierre du Fouret

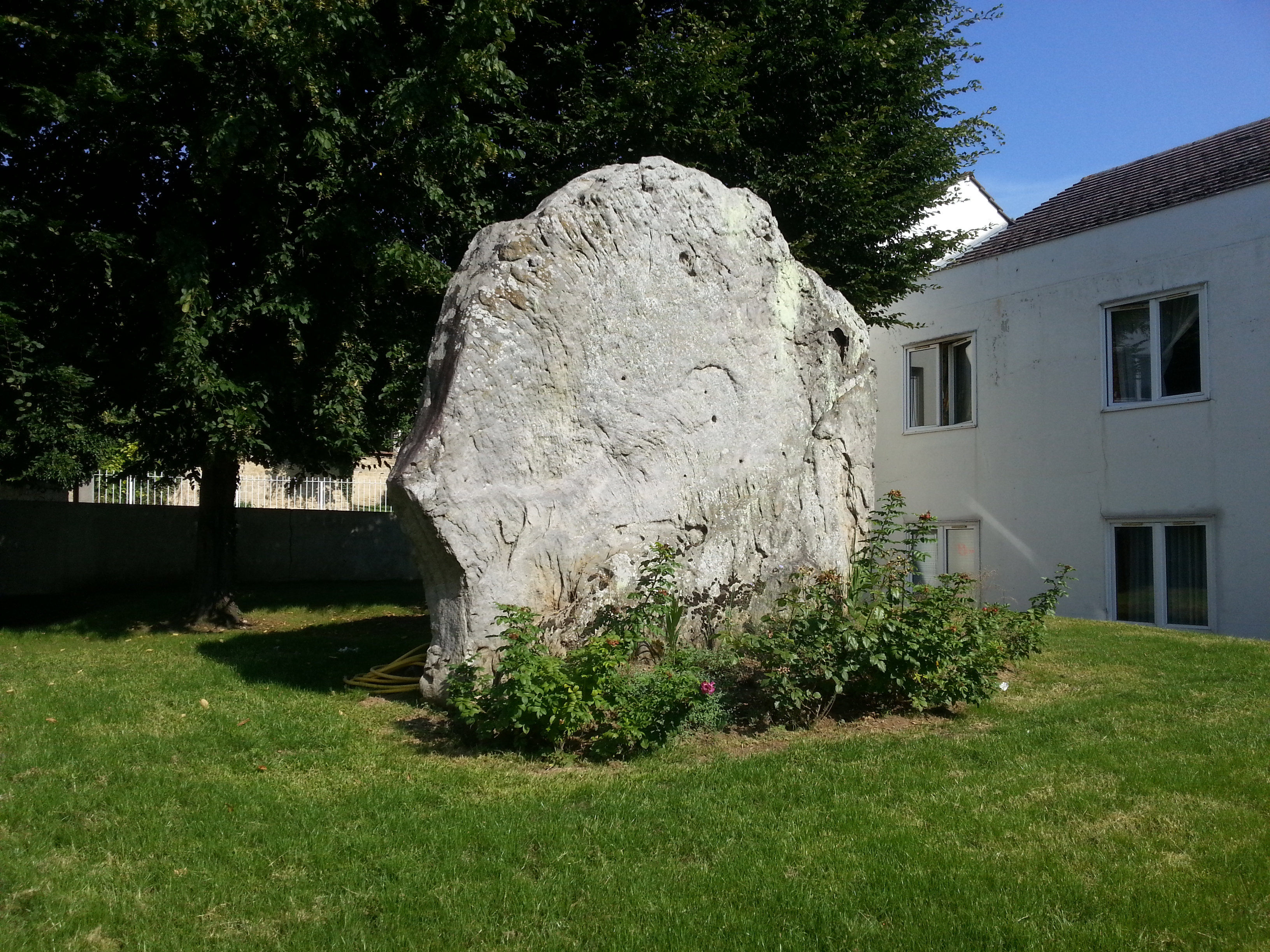
Pierre du Fouret

Der seit 1889 als Monument historique klassifizierte Menhir Pierre du Fouret (auch Palet de Gargantua oder Menhir von Gency genannt) steht nahe der D 922 (Rue de Vauréal 57) im Weiler Gency in Cergy, bei Pontoise am Südrand des Département Val-d’Oise in Frankreich. Der Menhir wird in einem Zensus von Cergy im 15. Jahrhundert unter dem Namen Pierre des Sarrazins erwähnt. Seit 1889 steht er unter Denkmalschutz.
Der helle, aus einer etwa 3,75 m hohen und 5,4 m breiten weichen Sandsteinplatte mit einer durchschnittlichen Stärke von etwa 0,5 m bestehende Menhir wird der lokalen Folklore nach mit der Legende des Gargantua verbunden und soll danach jedes Jahr wachsen.